# هيو سميث (لاعب كريكت)
هيو سميث (16 أكتوبر 1856 في المملكة المتحدة - 9 سبتمبر 1939 ببرايتون في المملكة المتحدة) (بالإنجليزية: Hugh Smith)‏ هو لاعب كريكت بريطاني وبريطاني (وحمل سابقاً جنسية المملكة المتحدة لبريطانيا العظمى وأيرلندا). لعب مع نادي مقاطعة ساسكس للكركيت ‏.

## وصلات خارجية
- هيو سميث على موقع إي آس بي آن كريك إنفو (الإنجليزية)